# Hans Kurt Tönshoff
Hans Kurt Tönshoff (* 14. Mai 1934 in Bochum) ist ein deutscher Ingenieur, Hochschullehrer und Wissenschaftsmanager. Sein Spezialgebiet ist die Produktionstechnik.

## Werdegang
Hans Kurt Tönshoff, Sohn von Margarete Tönshoff, geborene Maas, und des Diplom-Ingenieurs und Fabrikanten Kurt Tönshoff, studierte von 1954 bis 1959 Maschinenbau an der Technischen Hochschule Hannover (heute Leibniz Universität Hannover) und war zu dieser Zeit Vorsitzender des Allgemeinen Studentenausschusses (1957–1958). 1955 trat er dem Corps Hannovera Hannover bei. 1960/1961 arbeitete er als Konstrukteur in den Vereinigten Staaten von Amerika. Im Jahr 1965 wurde der Diplom-Ingenieur (seit 1960) und wissenschaftliche Assistent an der TH Hannover bei Hans Bühler am Lehrstuhl für Werkzeugmaschinen und Umformtechnik auf dem Gebiet der Feinbearbeitung zum Dr.-Ing. promoviert.
Nach verschiedenen leitenden Tätigkeiten in der Werkzeugmaschinenindustrie, so von 1965 bis 1970 als Konstruktionsleiter bzw. Technischer Leiter im Werkzeugmaschinenbau, wurde er 1970 als ordentlicher Professor an die – zwischenzeitlich umbenannte – Technische Universität Hannover berufen. Bis zum Jahr 2002 war er Lehrstuhlinhaber an der Universität Hannover und Direktor des Instituts für Fertigungstechnik und spanende Werkzeugmaschinen (heute Institut für Fertigungstechnik und Werkzeugmaschinen (IFW)). Von 1972 bis 1974 war er Dekan der Fakultät für Maschinenwesen der TU Hannover.
Seit 1971 ist Tönshoff Mitglied der Wissenschaftlichen Gesellschaft für Produktionstechnik (WGP) und seit 1975 ordentliches (aktives) Mitglied der Internationalen Forschungsgemeinschaft für Produktionstechnik (CIRP). Bei der CIRP war er später mehrere Jahre lang Mitglied des Präsidiums und schließlich von 1998 bis 1999 Präsident. Er wurde aufgrund seiner außerordentlichen Verdienste um die Produktionswissenschaft zum Ehrenmitglied der CIRP ernannt.
Rufe auswärtiger Universitäten folgten in den Jahren 1982 von der TU München und der TH Darmstadt, 1986 von der TU Wien und 1989 von der TU Hamburg-Harburg.
Tönshoff war von 1980 bis 1984 Mitglied des Wissenschaftsrates der Bundesrepublik Deutschland und von 1985 bis 1986 Beauftragter für Forschung und Technologie der Niedersächsischen Landesregierung.
Von 1982 bis 1987 war er als Kurator Mitglied der Volkswagen-Stiftung, seit 1982 ist er Vorstandsmitglied des wissenschaftlichen Rates der Arbeitsgemeinschaft industrieller Forschungsvereinigungen (AiF).
Von 1984 bis 1989 war er Mitglied des Senats der Deutschen Forschungsgemeinschaft, von 1989 bis 1995 deren Vizepräsident.
Seit 1995 ist Tönshoff Kurator der Bundesanstalt für Materialforschung und -prüfung, seit 1997 Kurator der Physikalisch Technischen Bundesanstalt.
Im Jahre 1986 gründete er gemeinsam mit den Wissenschaftlern Heinz Haferkamp und Herbert Welling das Laser Zentrum Hannover (LZH), in dessen Vorstand er bis November 2006 tätig war.
Im Jahre 1988 gründete er mit den Hochschullehrern Hans-Peter Wiendahl und Eckart Doege das Institut für Integrierte Produktion Hannover (IPH), in dessen Geschäftsführung er bis Ende 2006 Mitglied war.
Im Jahre 2002 war er als Russel S. Springer Professor an der University of California, Berkeley tätig.
Hans Kurt Tönshoff ist katholisch. Er heiratete 1961 Mareyle Specht. Aus der Ehe gingen die Kinder Roman, Silke und Till hervor.

## Ehrungen
- Bundesverdienstkreuz am Bande der Bundesrepublik Deutschland (1988)
- Ehrendoktorwürde der Friedrich-Alexander-Universität Erlangen-Nürnberg (1992)
- Frederik W. Taylor Research Medal der Society of Manufacturing Engineers (SME) (1994)
- Ehrendoktorwürde der Aristoteles-Universität Thessaloniki (1998)[2]
- Georg-Schlesinger-Preis des Landes Berlin (2003)
- Ehrendoktorwürde der Keio-Universität, Tokio (2004)
- Mitglied der Deutschen Akademie der Technikwissenschaften (Acatech)

## Arbeitsgebiete
- Technologie der Fertigungsverfahren
- Lasertechnik
- Werkzeugmaschinen
- Fertigungsorganisation

## Veröffentlichungen (Auswahl)
- als Hrsg. mit H. Gerken: Karl Karmarsch: Handbuch der mechanischen Technologie (auszugsweiser Nachdruck) Olms 2006.
- mit F. Hollmann: Hochgeschwindigkeitsspanen Wiley-VCH 2004.
- als Hrsg. mit H.-W. Hoffmeister: Jahrbuch Schleifen, Honen, Läppen und Polieren Vulkan-Verlag 2004.
- mit B. Denkena: Spanen, Grundlagen Springer Lehrbuch 2003.
- Automatisierte Fertigung unter Wasser Wiley-VCH 2003.
- mit I. Inasaki und J. Hesse: Sensors in Manufacturing Wiley-VCH 2001.
- mit H. Wildemann: KMU und Benchmarking. Wettbewerbsfähigkeit steigern durch internationalen Vergleich TCW 2001.
- mit E. Doege und W. Ecker: Geräusch- und Schwingungsvorgänge an Maschinen Wiley-VCH 1998.
- Werkzeugmaschinen. Grundlagen Springer-Lehrbuch 1995.
- Eigenspannungen und plastische Verformungen im Werkstück durch spanende Bearbeitung Hannover 1965.